# Služovice
Služovice är en ort i Tjeckien. Den ligger i den östra delen av landet, 260 km öster om huvudstaden Prag. Služovice ligger 282 meter över havet och antalet invånare är 805.
Terrängen runt Služovice är platt. Runt Služovice är det tätbefolkat, med 308 invånare per kvadratkilometer. Närmaste större samhälle är Opava, 8,6 km sydväst om Služovice. Trakten runt Služovice består till största delen av jordbruksmark.